# Gran Premio de Malasia de Motociclismo de 2002
El Gran Premio de Malasia de Motociclismo de 2002 fue la decimocuarta prueba del Campeonato del Mundo de Motociclismo de 2002. Tuvo lugar en el fin de semana del 11 al 13 de octubre de 2002 en el Circuito Internacional de Sepang, situado en Sepang, Selangor, Malasia. La carrera de MotoGP fue ganada por Max Biaggi, seguido de Valentino Rossi y Alex Barros. Fonsi Nieto ganó la prueba de 250cc, por delante de Toni Elías y Roberto Rolfo. La carrera de 125cc fue ganada por Arnaud Vincent, Lucio Cecchinello fue segundo y Dani Pedrosa tercero.

## Resultados MotoGP
| Pos | N.º | Piloto              | Constructor | Vueltas | Tiempo/Retirado | Grilla | Puntos |
| --- | --- | ------------------- | ----------- | ------- | --------------- | ------ | ------ |
| 1   | 3   | Max Biaggi          | Yamaha      | 21      | 44:01.592       | 2      | 25     |
| 2   | 46  | Valentino Rossi     | Honda       | 21      | +0.542          | 8      | 20     |
| 3   | 4   | Alex Barros         | Honda       | 21      | +1.572          | 1      | 16     |
| 4   | 11  | Tohru Ukawa         | Honda       | 21      | +2.238          | 6      | 13     |
| 5   | 74  | Daijiro Kato        | Honda       | 21      | +8.475          | 3      | 11     |
| 6   | 56  | Shinya Nakano       | Yamaha      | 21      | +23.000         | 16     | 10     |
| 7   | 7   | Carlos Checa        | Yamaha      | 21      | +24.360         | 5      | 9      |
| 8   | 10  | Kenny Roberts, Jr.  | Suzuki      | 21      | +24.709         | 12     | 8      |
| 9   | 65  | Loris Capirossi     | Honda       | 21      | +27.669         | 4      | 7      |
| 10  | 6   | Norifumi Abe        | Yamaha      | 21      | +41.811         | 11     | 6      |
| 11  | 33  | Akira Ryō           | Suzuki      | 21      | +42.603         | 18     | 5      |
| 12  | 99  | Jeremy McWilliams   | Proton KR   | 21      | +45.761         | 7      | 4      |
| 13  | 17  | Jurgen vd Goorbergh | Honda       | 21      | +48.316         | 10     | 3      |
| 14  | 15  | Sete Gibernau       | Suzuki      | 21      | +1:01.270       | 15     | 2      |
| 15  | 8   | Garry McCoy         | Yamaha      | 21      | +1:13.096       | 9      | 1      |
| 16  | 30  | José Luis Cardoso   | Yamaha      | 21      | +1:15.503       | 21     |        |
| 17  | 55  | Régis Laconi        | Aprilia     | 21      | +1:21.513       | 20     |        |
| 18  | 21  | John Hopkins        | Yamaha      | 21      | +1:42.684       | 19     |        |
| 19  | 84  | Andrew Pitt         | Kawasaki    | 21      | +1:48.156       | 22     |        |
| Ret | 9   | Nobuatsu Aoki       | Proton KR   | 18      | Retirement      | 13     |        |
| Ret | 31  | Tetsuya Harada      | Honda       | 11      | Retirement      | 14     |        |
| Ret | 19  | Olivier Jacque      | Yamaha      | 3       | Accident        | 17     |        |

## Resultados 250cc
| Pos | Piloto            | Constructor | Tiempo/Retirado | Grilla | Puntos |
| --- | ----------------- | ----------- | --------------- | ------ | ------ |
| 1   | Fonsi Nieto       | Aprilia     | 43:28.624       | 1      | 25     |
| 2   | Toni Elías        | Aprilia     | +0.412          | 3      | 20     |
| 3   | Roberto Rolfo     | Honda       | +2.947          | 6      | 16     |
| 4   | Sebastián Porto   | Yamaha      | +7.910          | 8      | 13     |
| 5   | Franco Battaini   | Aprilia     | +8.581          | 5      | 11     |
| 6   | Randy de Puniet   | Aprilia     | +8.706          | 7      | 10     |
| 7   | Naoki Matsudo     | Yamaha      | +19.155         | 14     | 9      |
| 8   | Emilio Alzamora   | Honda       | +22.459         | 13     | 8      |
| 9   | Shahrol Yuzy      | Yamaha      | +22.694         | 12     | 7      |
| 10  | David Checa       | Aprilia     | +29.350         | 11     | 6      |
| 11  | Casey Stoner      | Aprilia     | +36.502         | 10     | 5      |
| 12  | Haruchika Aoki    | Honda       | +40.016         | 15     | 4      |
| 13  | Roberto Locatelli | Aprilia     | +46.558         | 4      | 3      |
| 14  | Jason Vincent     | Honda       | +49.793         | 18     | 2      |
| 15  | Jaroslav Huleš    | Yamaha      | +57.200         | 21     | 1      |
| 16  | Jakub Smrž        | Honda       | +1:02.918       | 23     |        |
| 17  | Leon Haslam       | Honda       | +1:02.950       | 20     |        |
| 18  | Dirk Heidolf      | Aprilia     | +1:03.369       | 16     |        |
| 19  | Hugo Marchand     | Aprilia     | +1:13.145       | 17     |        |
| Ret | Erwan Nigon       | Honda       | Retirement      | 22     |        |
| Ret | Héctor Faubel     | Aprilia     | Retirement      | 19     |        |
| Ret | Alex Debón        | Aprilia     | Retirement      | 9      |        |
| Ret | Raúl Jara         | Aprilia     | Retirement      | 24     |        |
| Ret | Marco Melandri    | Aprilia     | Retirement      | 2      |        |

## Resultados 125cc
| Pos | Piloto            | Constructor | Tiempo/Retirado | Grilla | Puntos |
| --- | ----------------- | ----------- | --------------- | ------ | ------ |
| 1   | Arnaud Vincent    | Aprilia     | 40:32.656       | 1      | 25     |
| 2   | Lucio Cecchinello | Aprilia     | +0.278          | 7      | 20     |
| 3   | Dani Pedrosa      | Honda       | +0.345          | 3      | 16     |
| 4   | Manuel Poggiali   | Gilera      | +0.813          | 2      | 13     |
| 5   | Pablo Nieto       | Aprilia     | +3.647          | 10     | 11     |
| 6   | Steve Jenkner     | Aprilia     | +6.288          | 4      | 10     |
| 7   | Mika Kallio       | Honda       | +13.020         | 14     | 9      |
| 8   | Héctor Barberá    | Aprilia     | +13.028         | 5      | 8      |
| 9   | Masao Azuma       | Honda       | +13.255         | 9      | 7      |
| 10  | Alex de Angelis   | Aprilia     | +21.494         | 19     | 6      |
| 11  | Simone Sanna      | Aprilia     | +25.209         | 22     | 5      |
| 12  | Youichi Ui        | Derbi       | +30.511         | 6      | 4      |
| 13  | Joan Olivé        | Honda       | +36.548         | 16     | 3      |
| 14  | Klaus Nohles      | Honda       | +45.983         | 11     | 2      |
| 15  | Andrea Dovizioso  | Honda       | +46.435         | 17     | 1      |
| 16  | Mirko Giansanti   | Honda       | +46.466         | 15     |        |
| 17  | Mattia Angeloni   | Gilera      | +47.101         | 18     |        |
| 18  | Noboru Ueda       | Honda       | +47.692         | 26     |        |
| 19  | Gino Borsoi       | Aprilia     | +47.724         | 20     |        |
| 20  | Jorge Lorenzo     | Derbi       | +48.079         | 24     |        |
| 21  | Thomas Lüthi      | Honda       | +1:22.654       | 30     |        |
| 22  | Imre Tóth         | Honda       | +1:22.721       | 28     |        |
| 23  | Alex Baldolini    | Aprilia     | +1:22.867       | 32     |        |
| 24  | Dario Giuseppetti | Honda       | +1:23.046       | 29     |        |
| 25  | Chaz Davies       | Aprilia     | +1:36.014       | 31     |        |
| 26  | Michel Fabrizio   | Gilera      | +1:36.792       | 21     |        |
| Ret | Christian Pistoni | Italjet     | Retirement      | 33     |        |
| Ret | Joshua Waters     | Honda       | Retirement      | 34     |        |
| Ret | Gábor Talmácsi    | Italjet     | Retirement      | 23     |        |
| Ret | Marco Simoncelli  | Aprilia     | Retirement      | 27     |        |
| Ret | Andrea Ballerini  | Honda       | Retirement      | 13     |        |
| Ret | Max Sabbatani     | Aprilia     | Retirement      | 8      |        |
| Ret | Stefano Bianco    | Aprilia     | Retirement      | 12     |        |
| Ret | Stefano Perugini  | Italjet     | Retirement      | 25     |        |